# 藤田和芳
藤田 和芳（ふじた かずよし、1947年〈昭和22年〉 2月6日 - ）は、日本の実業家。元オイシックス・ラ・大地の会長。100万人のキャンドルナイト呼びかけ人代表、アジア農民元気大学理事長、ふるさと回帰支援センター理事、食料・農林漁業・環境フォーラム幹事、日本NPOセンター評議員、経済産業省ソーシャルビジネス推進イニシアティブ委員。

## 経歴
岩手県胆沢郡胆沢町（後の奥州市）出身。岩手県立水沢高等学校、上智大学法学部を卒業後、出版社勤務を経て、1975年（昭和50年）に藤本敏夫らと共に有機農産物の販売などを行う団体「大地を守る市民の会」を設立。1977年（昭和52年）に同団体の販売事業を株式会社化して新たに「大地を守る会」を設立し、同社社長に就任した。
2007年（平成19年）、ニューズウィーク日本版の「世界を変える社会起業家100人」に選出。その後大地を守る会の株式公開を目指していた が、2016年（平成28年）12月、同社とオイシックスの経営統合を発表。2017年（平成29年）に発足した新会社（のちのオイシックス・ラ・大地）ではオイシックスの高島宏平が社長となり、藤田は会長に就任した。
2024年2月12日、東京電力福島第一原子力発電所の処理水を「放射能汚染水」と称し、海洋に放出しているとX（旧Twitter）に投稿。不適切な発言であると多くの指摘を受け、翌13日に「処理水」と訂正した。オイシックスは公式サイトにて、藤田の個人の見解からの発言であるとするものの、容認出来るものではないと謝罪。今後の進退を問う懲罰委員会を設けることを明らかにした。
2024年2月20日、懲罰委員会にて同年3月末まで停職処分とする決定が下された。その後、藤田は辞任の意思を伝え、2月22日付けで会長職を辞任した。これに伴い、オイシックス社長・高島宏平も監督責任を明確にするため役員報酬の1割を自主返納することになった。

## テレビ出演
- 日経スペシャル カンブリア宮殿 「メイド・イン・ジャパンで 食糧危機に立ち向かえ！」（2008年5月5日、テレビ東京）- 株式会社大地 社長として出演[11]。

## 著書
- 『いのちと暮らしを守る株式会社 ネットワーキング型のある生活者運動』（共著者:小松光一）（1992年7月13日、学陽書房）ISBN 978-4313810679
- 『農業の出番だ！ 「THAT'S国産」運動のすすめ』（1995年10月26日、ダイヤモンド社）ISBN 978-4478941188
- 『ダイコン一本からの革命 環境NGOが歩んだ30年』（2005年11月5日、工作舎）ISBN 978-4875023890
- 『畑と田んぼと母の漬けもの「大地を守る」社会起業家の原風景』（2010年10月18日、ビーケイシー）ISBN 978-4939051463
- 『有機農業で世界を変える　ダイコン一本からの「社会的企業」宣言』（2010年11月10日、工作舎）ISBN 978-4875024330